# El gras i el prim
El gras i el prim (títol original en anglès: Stan & Ollie) és una pel·lícula biogràfica britànica de 2018 dirigida per Jon S. Baird a partir d'un guió de Jeff Pope, basada en les vides dels comediants Laurel i Hardy. La cinta és protagonitzada per Steve Coogan i John C. Reilly com Stan Laurel i Oliver Hardy, respectivament. Es va estrenar el 21 d'octubre de 2018 en la clausura de la gala del Festival de Cinema de Londres. La pel·lícula va ser estrenada als Estats Units el 28 de desembre de 2018 i al Regne Unit l'11 de gener de 2019. Ha estat doblada al català.
La pel·lícula s'enfoca en els detalls de la relació personal del duo còmic mentre relata com es van embarcar en una complicada gira musical al Regne Unit i Irlanda durant 1953, mentre lluitaven per tractar de fer una altra pel·lícula.

## Sinopsi
El 1937, mentre realitzaven Way Out West, Stan Laurel es nega a renovar el seu contracte amb Hal Roach, pel fet que Stan creu que l'estudi i el propi Roach no volen reconèixer financerament la fama global que el duo gaudia en aquesta època. Oliver Hardy segueix amb Roach en un contracte diferent i no se li permet marxar, i l'estudi intenta aparellar-lo amb Harry Langdon en la pel·lícula Zenobia; mentre Laurel i Hardy aviat tornarien a estar junts novament, l'absència d'Ollie durant una reunió amb Fox provoca que no signin amb l'estudi, deixant a Stan un sentiment d'amargura i traïció durant anys.
En 1953, el duo còmic s'embarca en una esgotadora gira musical a les illes Britàniques mentre lluiten per poder realitzar una altra pel·lícula: una adaptació còmica de Robin Hood. La mala publicitat a la Gran Bretanya manejada pel productor Bernard Delfont implica que la gira comença amb teatres de carrer gairebé buits amb Delfont més interessat en la seva futura estrella Norman Wisdom. Tardanament, Delfont organitza aparicions públiques i s'escampa la paraula de la visita del duo a Gran Bretanya, resultant que s'omplen locals més prestigiosos.
Durant la gira el duo, motivat per Stan, contínua escrivint i desenvolupant gags per a la pel·lícula. Hi ha un ominós silenci per part del seu productor londinenc. Quan la gira passa per Londres, Stan visita al productor de la pel·lícula i descobreix que no hi ha fons suficients per al seu finançament, i el projecte és cancel·lat. No pot explicar-li-ho a Ollie i el desenvolupament del seu llibret prossegueix.
Aviat es reuneixen amb les seves respectives esposes, Ida i Lucille, a l'Hotel Savoy a Londres, abans que ells actuïn en dues funcions dues setmanes al pròxim Lyceum Theatre. Després de l'obertura al Lyceum, es fa una festa en honor d'ells. En la festa, les tensions entre les dues esposes fan que Delfont comenti que té dos duos còmics pel preu d'un. Mentre la nit progressa, els sentiments de Stan sobre la traïció d' Ollie surten a la superfície després que la seva esposa parli de la "pel·lícula de l'elefant", provocant una disputa pública entre ambdós sobre el fiasco del contracte de pel·lícules que els va dividir. Mentre Stan descarrega el seu ressentiment reprimit sobre el que ell considera una traïció de la seva amistat i acusa Ollie de ser gandul, Ollie respon amb els seus propis sentiments reprimits cap a Stan, reclamant que ells no eren en realitat amics, sinó que només estaven junts perquè Hal Roach Studios els va ajuntar i que Stan mai el va voler com a amic si no que només va estimar Laurel i Hardy. Com a resultat de la discussió Ollie deixa la festa amb la seva esposa, qui també va tenir una discussió amb l'esposa de Stan, deixant a Stan sol.
A pesar que la seva amistat va rebre un cop, ells continuen amb les seves aparicions públiques, que inclouen fer de jutges en un concurs de bellesa en un resort a una platja de Worthing. Ollie es nega a parlar amb Stan malgrat els intents d'aquest últim. Just quan estan a punt d'anunciar a la guanyadora, Ollie té un atac cardíac i és obligat a descansar. Informat l'endemà passat que és poc probable que Ollie es millori a temps per a continuar gira, Delfont suggereix que un ben conegut còmic anglès prengui el lloc d'Ollie. Quan Stan visita a Ollie a la seva habitació, Ollie li diu a Stan que vol retirar-se immediatament, explicant-li que un doctor li va advertir que no ha de tornar a actuar als escenaris una altra vegada perquè la pressió pot ser fatal; ell i la seva esposa tornaran a Amèrica tan aviat com sigui possible. Entrant al seu llit per acompanyar-lo, Stan li pregunta a Ollie si era de debò el que va dir ell a la festa. Tots dos admeten que no havien dit de debò el que es van dir i comparteixen un moment silenciós junts.
En la nit del següent xou, Stan troba impossible treballar amb el còmic anglès que Delfont va contractar com a substitut pel fet que simplement no era Ollie i l'actuació és cancel·lada, cosa que molesta Delfont. Quan la seva esposa el troba al bar, Stan li confessa que ell vol a Ollie com a amic i que busca tornar a America en lloc de seguir amb la gira, encara que li demana que Ollie no s'assabenti que se'n va. Ollie a canvi decideix que no pot passar la resta de la seva vida al llit i deixa la seva habitació just quan la seva esposa torna. Mentre empaquen, l'esposa de Stan escolta a algú tocar la porta; Stan se sorprèn en veure Ollie. Tots dos finalment reconeixen la veritable amistat que existeix entre ells. Mentre es perdonen en silenci, Ollie somriu i li diu a Stan que ells tenen una funció que fer, fent que el seu amic somrigui; i malgrat la seva malaltia, Ollie actua a l'escenari amb Stan, i reben forts aplaudiments de l'audiència. Mentre van amb vaixell a Irlanda per continuar la gira, Stan confessa que va enganyar Ollie sobre la pel·lícula malgrat continuar treballant en ella. Ollie confessa a canvi que ell va endevinar la veritat per la conducta de Stan, confonent a Stan enormement mentre aquest últim pregunta per què treballaven en el llibret si Ollie sàvia la veritat per algun temps. Ollie admet que treballar en el llibret era l'única cosa que podien fer. Després d'arribar a Irlanda, el duo és ben rebut per una enorme quantitat de fans, tant joves com vells, les campanes de l'església del poble toquen el tema musical d'ells i continuen completant la gira amb una forta aclamació dels seus seguidors malgrat el pèssim estat salut d'Ollie.
Al final de la pel·lícula, un epíleg escrit revela que la gira va ser l'última vegada que ells van treballar junts. La salut d'Ollie va seguir deteriorant-se després de la gira, culminant en la seva mort en 1957; Stan, devastat per la mort del seu amic, es va negar a treballar sense el seu company i es va retirar, morint vuit anys després el 1965. Stan va continuar escrivint esquetxos per a Laurel i Hardy en els últims vuit anys de la seva vida.

## Repartiment
- Steve Coogan com a Stan Laurel.
- John C. Reilly com a Oliver Hardy.
- Shirley Henderson com a Lucille Hardy.
- Danny Huston com a Hal Roach.
- Nina Arianda com a Kitaeva Laurel.
- Rufus Jones com a Bernard Delfont.
- Susy Kane com a Cynthia Clark.

## Similitud amb els fets reals
La història de la pel·lícula es diferencia dels esdeveniments de la vida real. A partir de l'octubre de 1953, Laurel i Hardy van passar vuit mesos de gira. En arribar a Cobh a Irlanda el 9 de setembre de 1953 i desembarcar del SS America, se'ls va donar una calorosa benvinguda, que es recrea a l'escena final de la pel·lícula. Després de la nit d'obertura al Palace Theatre de Plymouth el 17 de maig de 1954, Hardy va tenir un atac cardíac lleu. Hardy es va allotjar al Grand Hotel de Plymouth mentre es recuperava. La parella va tornar als Estats Units el 2 de juny. La resta de la gira es va cancel·lar, i Laurel i Hardy mai van actuar junts a l'escenari. El personatge de Nobby Cook retratat a la pel·lícula és fictici. Mai hi va haver un pla per continuar la gira sense Hardy, ja que Laurel s'hauria negat a treballar amb ningú més.

## Producció

### Desenvolupament
Steve Coogan i John C. Reilly foren anunciats el gener de 2016 per interpretar el duo en un biopic dirigit per Jon S. Baird. La pel·lícula va ser escrita per Jeff Pope, que anteriorment havia col·laborat amb Coogan en el guió nominat a l'Oscar de Philomena. Pope va descriure el duo de comèdia com els seus "herois".

### Rodatge
La fotografia principal del Regne Unit va començar a la primavera del 2017. Va tenir lloc a Dudley (West Midlands), així com al Black Country Living Museum, El teatre Old Rep de Birmingham, els West London Film Studios, i Bristol al Sud-oest d'Anglaterra. Vàries localitzacions al llarg del Great Central Railway a Leicestershire foren usats a les es van utilitzar per a les seqüències ferroviàries. Part del rodatge també va tenir lloc a Worthing, West Sussex.
Les hores de rodatge eren limitades perquè Reilly necessitava quatre hores a la cadira de maquillatge cada dia.

## Estrena
La pel·lícula es va estrenar a la gala de cloenda del Festival de Cinema de Londres el 21 d'octubre de 2018 al Cineworld, Leicester Square. Mentre Entertainment One Films s'encarregava de la distribució al Regne Unit, Canadà, Austràlia, Nova Zelanda, Espanya i Benelux, Sony Pictures Classics tenia el dret de distribuir la pel·lícula als Estats Units, Amèrica Llatina, Europa de l'Est, Xina i Sud-àfrica.

## Recepció

### Crítiques
Després de l'estrena de la pel·lícula a l'octubre de 2018 al Festival de Cinema de Londres, la pel·lícula va rebre valoracions positives per part de la crítica. A l'agregador de revisions Rotten Tomatoes, la pel·lícula té una qualificació d'aprovació del 93% basada en 203 ressenyes, amb una qualificació mitjana de 7,49/10. El consens crític del lloc web diu: «El gras i el prim ret homenatge a un parell d'animadors estimats amb una mirada afectuosa entre bastidors i una mirada emotiva a les càrregues i les benediccions d'un vincle creatiu». A Metacritic, la pel·lícula té una puntuació mitjana ponderada de 75 sobre 100, basada en 41 crítics, que indica "ressenyes generalment favorables".
Guy Lodge de Variety va escriure: "Retratant la col·laboració còmica final de Laurel i Hardy amb afecte agredolç, la pel·lícula de Jon S. Baird és un homenatge relaxat i divertit."
Todd McCarthy de The Hollywood Reporter va tenir grans elogis pels actors principals, dient: "La major part del temps, sents que contemples l'autèntic duo, tan concebuts a fons són el físic i les interpretacions dels actors". Va concloure: "Tot el que la pel·lícula té per oferir és obvi i, a la superfície, els seus plaers són senzills i sincers sota l'atenta guia del director Jon S. Baird."

## Nominacions i premis
| Premi                                 | Data de cerimònia      | Categoria                         | Receptor(s)                                                                   | Resultat          | Ref.   |
| ------------------------------------- | ---------------------- | --------------------------------- | ----------------------------------------------------------------------------- | ----------------- | ------ |
| Boston Society of Film Critics Awards | 16 de desembre de 2018 | Millor actor                      | John C. Reilly                                                                | Guanyador         | [ 26 ] |
| Premi BAFTA                           | 10 de febrer de 2019   | Millor actor protagonista         | Steve Coogan                                                                  | Nominat           | [ 27 ] |
| Premi BAFTA                           | 10 de febrer de 2019   | Millor pel·lícula                 | Jon S. Baird, Faye Ward, Jeff Pope                                            | Nominat           | [ 27 ] |
| Premi BAFTA                           | 10 de febrer de 2019   | Millor perruqueria i maquillatge  | Mark Coulier, Jeremy Woodhead, Josh Weston                                    | Nominat           | [ 27 ] |
| Premis British Independent Film       | 2 de desembre de 2018  | Millor actor                      | Steve Coogan                                                                  | Nominat           | [ 28 ] |
| Premis British Independent Film       | 2 de desembre de 2018  | Millor actriu secundària          | Nina Arianda                                                                  | Nominat           | [ 28 ] |
| Premis British Independent Film       | 2 de desembre de 2018  | Millor Casting                    | Andy Pryor                                                                    | Nominat           | [ 28 ] |
| Premis British Independent Film       | 2 de desembre de 2018  | Millor disseny de vestuari        | Guy Speranza                                                                  | Nominat           | [ 28 ] |
| Premis British Independent Film       | 2 de desembre de 2018  | Millor perruqueria i maquillatge  | Mark Coulier and Jeremy Woodhead                                              | Nominat           | [ 28 ] |
| Premis British Independent Film       | 2 de desembre de 2018  | Millor disseny de producció       | John Paul Kelly                                                               | Nominat           | [ 28 ] |
| Premis British Independent Film       | 2 de desembre de 2018  | Millor productor                  | Faye Ward                                                                     | Nominat           | [ 28 ] |
| Critics' Choice Movie Awards          | 13 de gener de 2019    | Millor actor en una comèdia       | John C. Reilly                                                                | Nominat           | [ 29 ] |
| Premis Globus d'Ors                   | 6 de gener de 2019     | Millor actor de musical o comèdia | John C. Reilly                                                                | Nominat           | [ 30 ] |
| San Diego Film Critics Society Awards | 10 de desembre de 2018 | Millor actriu secundària          | Nina Arianda                                                                  | Plantilla:Nominat | [ 31 ] |
| San Diego Film Critics Society Awards | 10 de desembre de 2018 | Millor disseny de vestuari        | Guy Speranza                                                                  | Nominat           | [ 31 ] |
| San Diego Film Critics Society Awards | 10 de desembre de 2018 | Millor disseny de producció       | John Paul Kelly                                                               | Plantilla:Nominat | [ 31 ] |
| San Diego Film Critics Society Awards | 10 de desembre de 2018 | Millor cos de treball             | John C. Reilly (també per The Sisters Brothers & En Ralph destrueix internet) | Guanyador         | [ 31 ] |